# Kabaena
Kabaena (indonesisch: Pulau Kabaena) ist eine in der Bandasee gelegene, zur Provinz Südostsulawesi gehörige, 873 km² große indonesische Insel im Südosten von Sulawesi mit 26.535 Bewohnern (2010).
Die Insel Kabaena gehört zum Regierungsbezirk (Kabupaten) Bombana.